# Tobiasz Pawlak
Tobiasz Pawlak, né le 24 décembre 1995 à Ostrów Wielkopolski, est un coureur cycliste polonais.

## Biographie
De 2014 à 2018, Pawlak court pour l'équipe continentale UCI Domin Sport et le club cycliste de Kalisz (Kaliskie Towarzystwo Kolarskie). Il se classe à plusieurs reprises dans le top 10 dans diverses courses internationales.
Pour la saison 2019, il devient membre de l'équipe Hurom. Il figure également régulièrement dans le top 10 avec sa nouvelle équipe. Il prend notamment la deuxième place du Tour de Mevlana 2021. Au cours de la saison 2024, il remporte plusieurs succès en un mois. Il gagne trois étapes du Tour de Kurpie, qui a lieu pour la première fois, ainsi que le classement général et par points du tour. Lors de la Course de Solidarność et des champions olympiques, il remporte le classement général et le classement par points.

## Palmarès sur route

### Par année
- 2013
  - 1rea (contre-la-montre par équipes) et 2e étapes de la Coupe du Président de la Ville de Grudziadz
  - 2e du championnat de Pologne du contre-la-montre juniors
- 2015
  - 1re étape de Pologne-Ukraine
  - 2e étape du Puchar Bałtyku
- 2017
  - 3e étape de Pologne-Ukraine
- 2019
  - 3e du Memorial im. J. Grundmanna J. Wizowskiego
- 2024
  - Tour de Kurpie : 
    - Classement général
    - 1re, 2e et 3e étapes

  - Classement général de la Course de Solidarność et des champions olympiques
- 2025
  - 1re étape de Belgrade-Banja Luka
  - Grand Prix Doliny Baryczy
  - 2e de la Ślężański Mnich-Bruki & Szutry

### Classements mondiaux
| Année                                 | 2017  | 2018  | 2019  | 2020  | 2021  | 2022 | 2023  |
| ------------------------------------- | ----- | ----- | ----- | ----- | ----- | ---- | ----- |
| Classement mondial                    | 2274e | 1413e | 1294e | 2163e | 1588e | 692e | 1362e |
| UCI Europe Tour                       | 1501e | 889e  | 893e  | 1576e | 1118e | 535e | nc    |
|                                       |       |       |       |       |       |      |       |
| Légende : nc = non classéSource : UCI |       |       |       |       |       |      |       |

## Palmarès sur piste

### Championnats nationaux
- 2013
  - 3e du championnat de Pologne de poursuite par équipes
- 2015
  - 3e du championnat de Pologne de l'américaine
- 2016
  -  Champion de Pologne de poursuite par équipes (avec Wojciech Sykała, Borys Korczyński et Adrian Mrówka)
- 2017
  -  Champion de Pologne de poursuite par équipes (avec Mikolaj Sójka, Adrian Mrówka et Marcin Karbowy)
  - 3e du championnat de Pologne du scratch
- 2020
  -  Champion de Pologne de poursuite par équipes (avec Norbert Banaszek, Alan Banaszek et Daniel Staniszewski)
  - 3e du championnat de Pologne de course aux points
- 2021
  -  Champion de Pologne de poursuite par équipes (avec Norbert Banaszek, Alan Banaszek, Daniel Staniszewski et Filip Prokopyszyn)